# Тонелли, Джузеппе
Джузеппе Тонелли (итал. Giuseppe Tonelli; 30 октября 1668, Флоренция, Тоскана — 1732, Флоренция) — итальянский художник-декоратор, живописец периода рококо флорентийской школы.

## Биография
Джузеппе Тонелли был живописцем-декоратором, мастером квадратур (иллюзорных архитектурных росписей с «обманом зрения»). Работал преимущественно во Флоренции. Он был учеником Якопо Кьявистелли, самого известного квадратуриста Тосканы XVII века, и Томмазо Альдровандини из Болоньи.
Он сотрудничал с лучшими флорентийскими мастерами фресковой живописи того времени; В частности, его наиболее известными работами являются архитектурные фоны росписей галереи Уффици, написанные совместно с Джузеппе Николо Назини по заказу великого герцога Козимо III Медичи и созданные в 1696—1699 годах, а также фоны для росписи Палаццо Питти, созданные совместно с венецианцем Себастьяно Риччи. С приездом Риччи во Флоренцию живопись изменилась, вкусы сместились от позднего барокко к рококо. Фрески Палаццо Питти были написаны по заказу великого князя Фердинандо Медичи, несчастного сына великого герцога Козимо III, который, однако, окружил себя лучшими флорентийскими художниками своего времени, среди которых был и Джузеппе Тонелли.
Историки искусства XVIII и XIX веков оценивали творчество Тонелли невысоко. Луиджи Ланци упоминал его среди учеников Кьявистелли вместе с Лоренцо дель Моро, Ринальдо Ботти и Бенедетто Фортини, все они были художниками-квадратуристами, имевшими определённое значение, но о достоинствах их произведений Ланци не упоминает.
Среди произведений художника, помимо украшений дворцов Медичи, Питти и Уффици, — вилла Беллависта близ Борго-а-Буджано в районе Пистои, расписанная совместно со Стефано Папи, а также росписи Палаццо Вивиани делла Роббиа во Флоренции. Совместно с Маттео Бонеки он написал архитектурные декорации плафона церкви Сант-Эджидио. Он также создал «архитектурные перспективы» для хора бывшего монастыря Сан-Франческо-де-Маччи, но они исчезли во время реконструкции церкви, которая теперь переоборудована для другого использования.
На вилле Медичи в Лаппеджи можно увидеть декоративные росписи, выполненные несколькими художниками-квадратуристами Флоренции начала XVIII века: Джузеппе Тонелли, Ринальдо Ботти, Лоренцо дель Моро и Стефано Папи.

Тонелли был хорошим рисовальщиком, особенно в области архитектуры и орнамента; Значительную часть его рисунков можно найти в разных коллекциях, в том числе в Кабинете рисунков и гравюр галереи Уффици и в библиотеке Маручеллиана во Флоренции.
Джузеппе Тонелли умер в 1732 году, вероятно, во Флоренции. Среди его учеников был живописец-квадратурист Пьетро Андерлини.

## Галерея

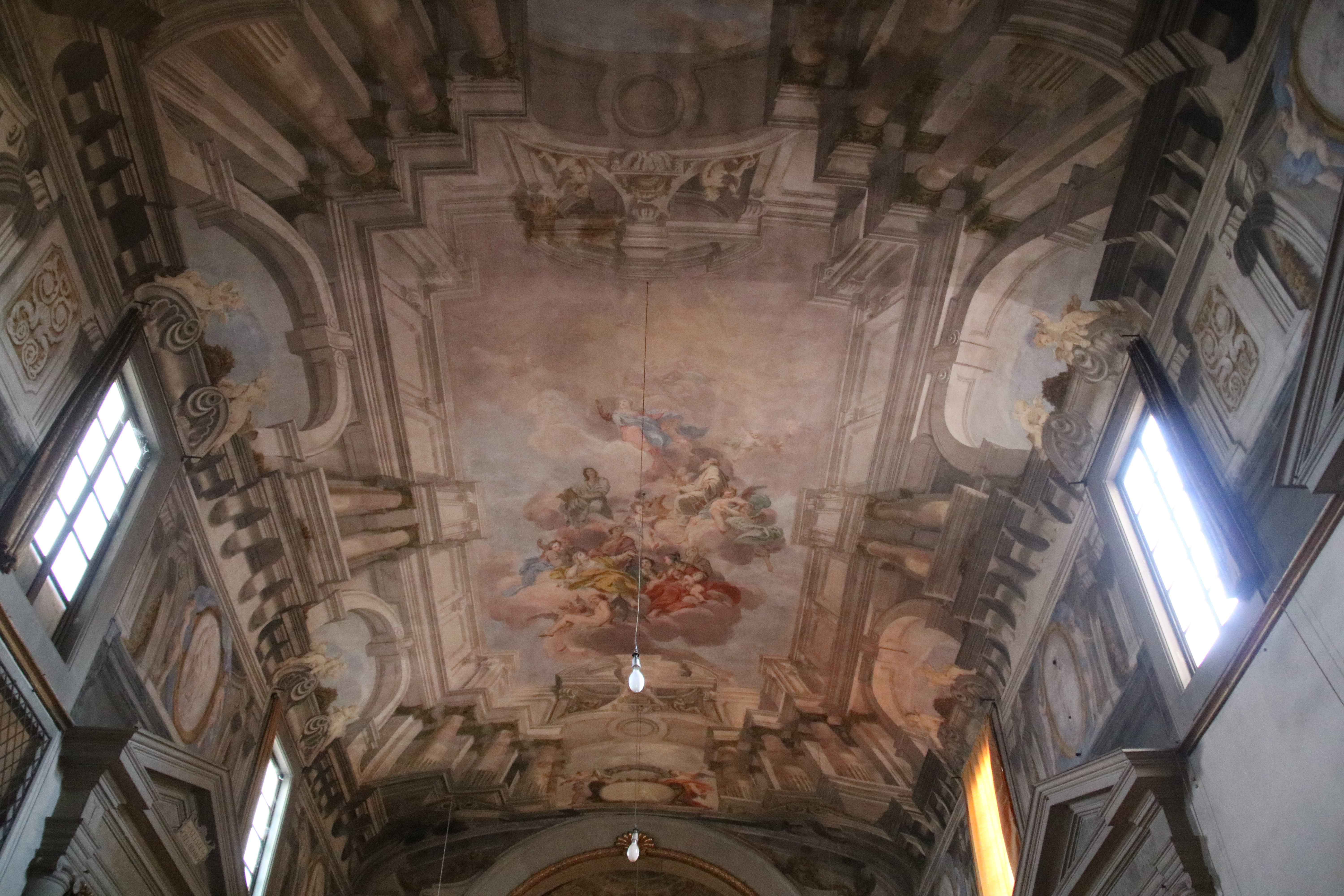
М. Бонеки и Дж. Тонелли. Роспись плафона церкви Сант-Эджидио, Флоренция
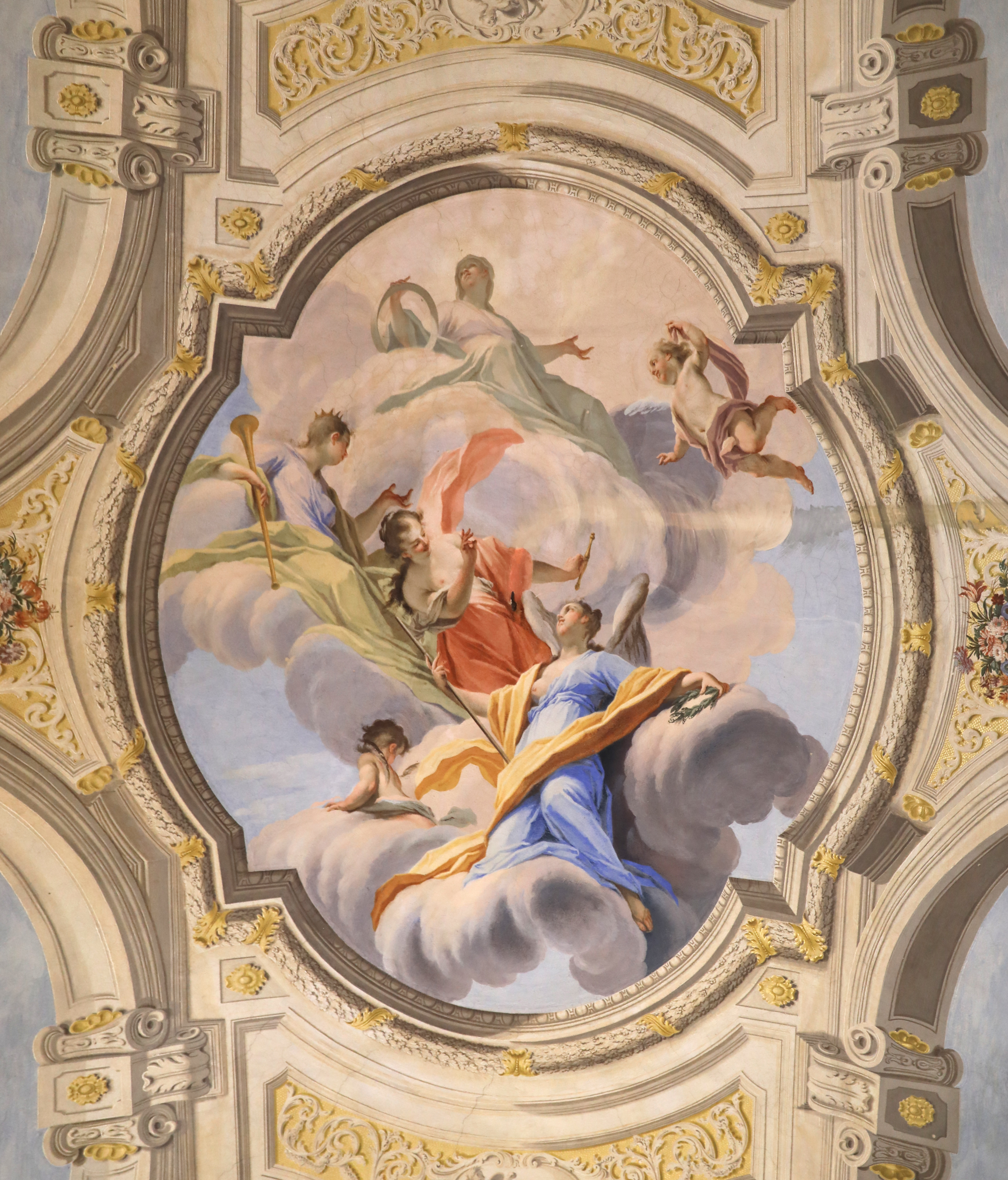
Плафон Зала аллегорий. Палаццо Вивиани делла Роббиа, Флоренция
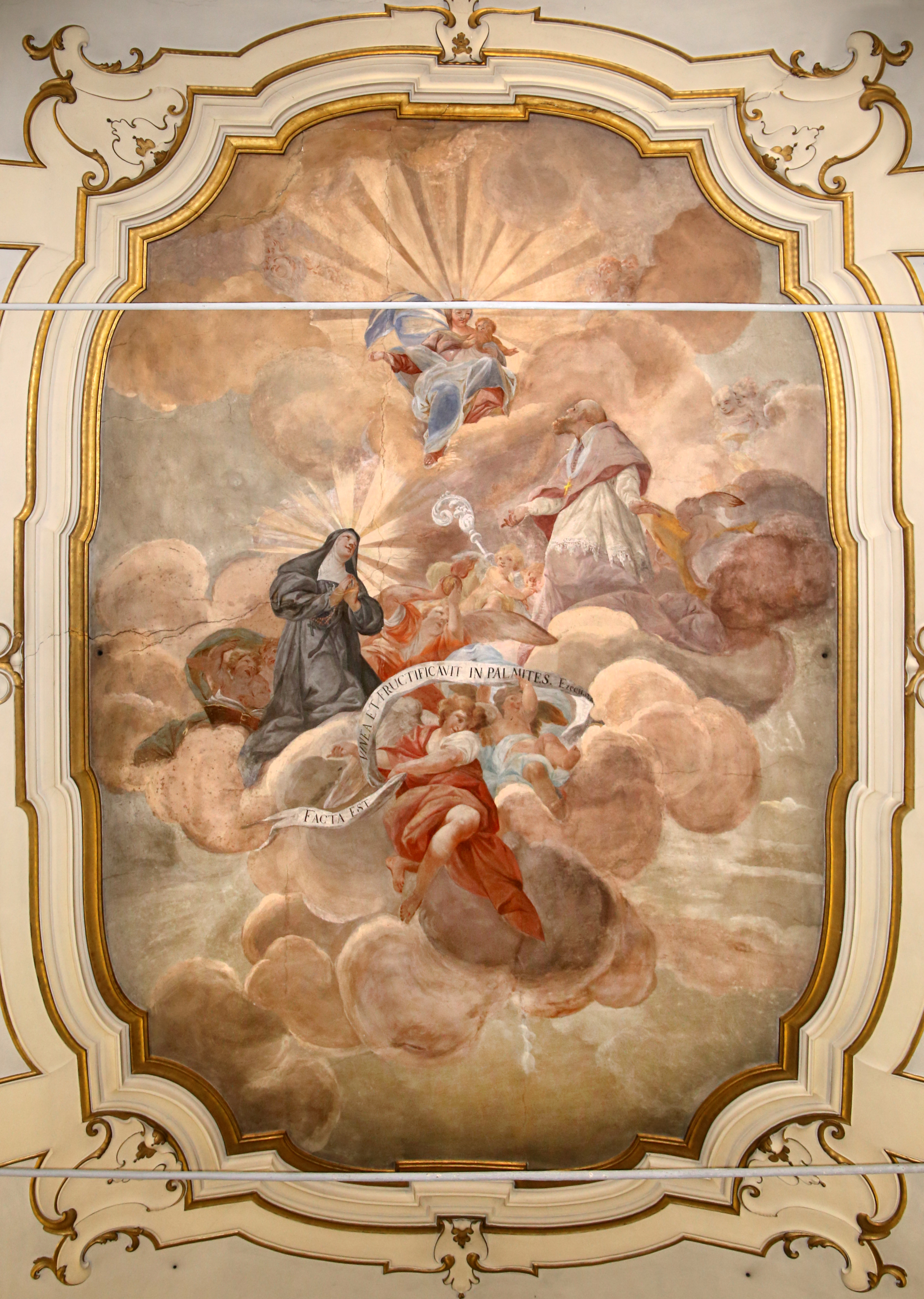
Мадонна с Младенцем во  Славе. Плафон церкви Святого Франциска Сальского. 1700-1750
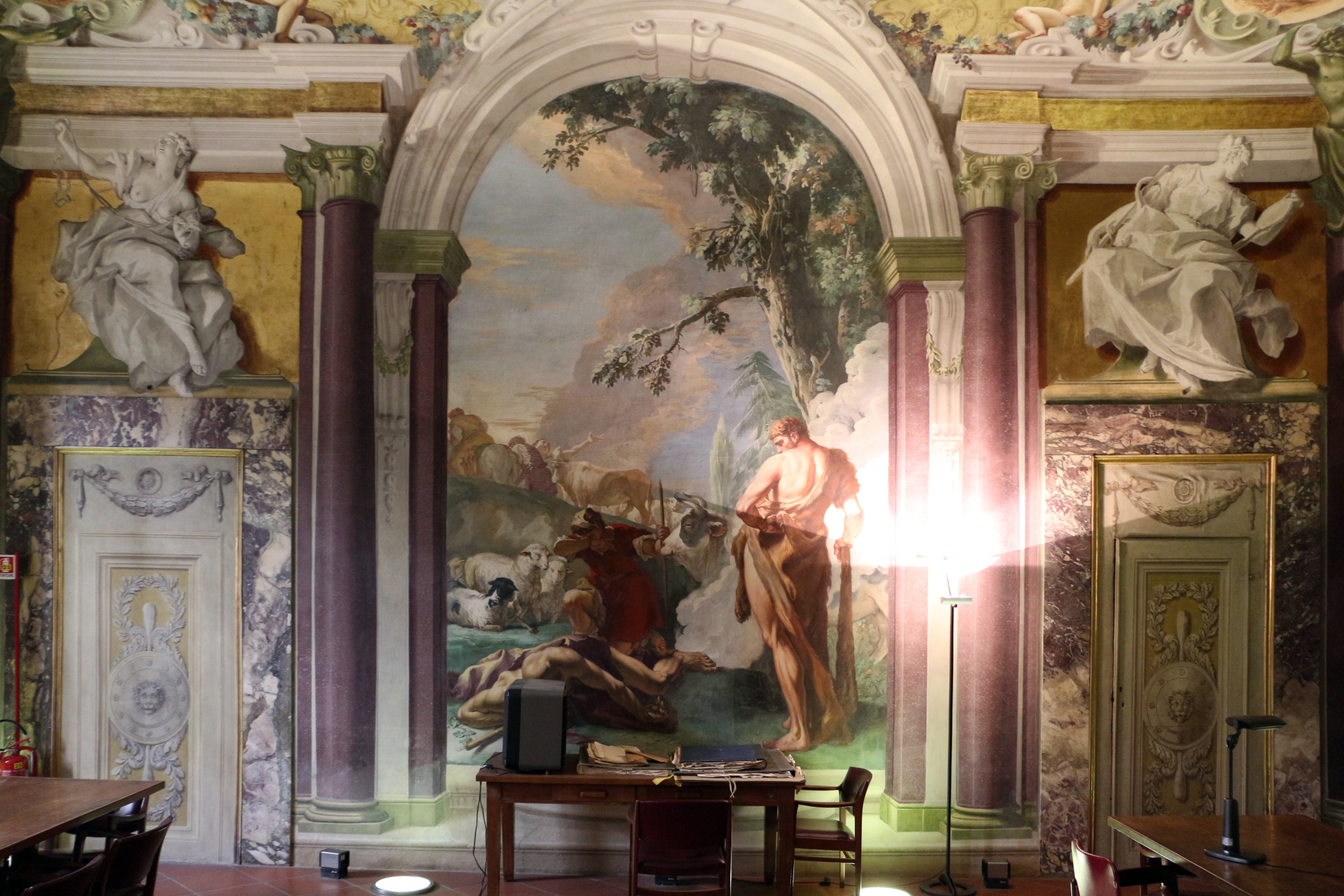
Салон Геркулеса. Росписи С. Риччи, квадратура Дж. Тонелли. 1706—1707. Палаццо Фенци, Флоренция
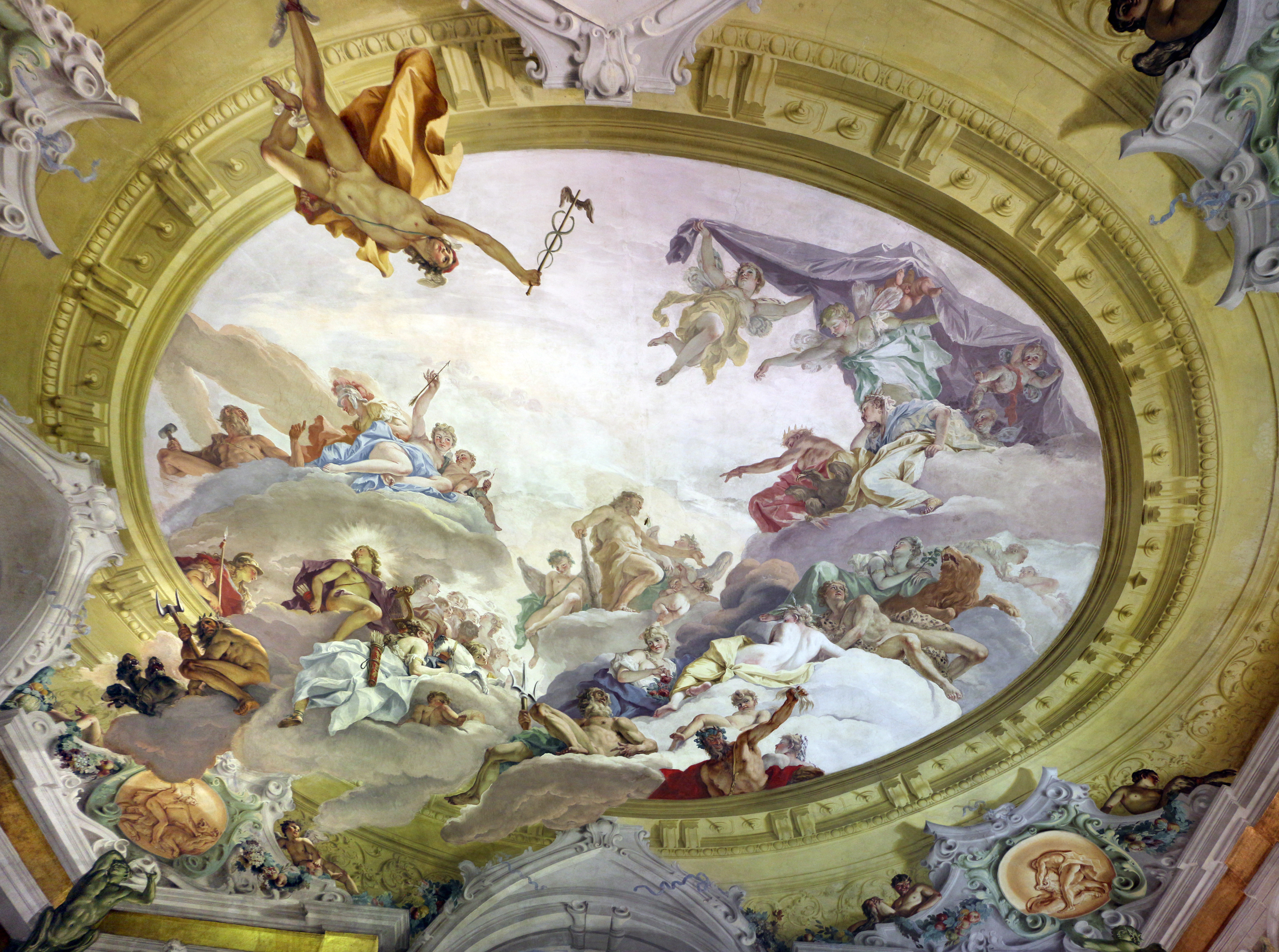
С. Риччи. Роспись свода Салона Геркулеса. Квадратура Дж. Тонелли. 1706—1707
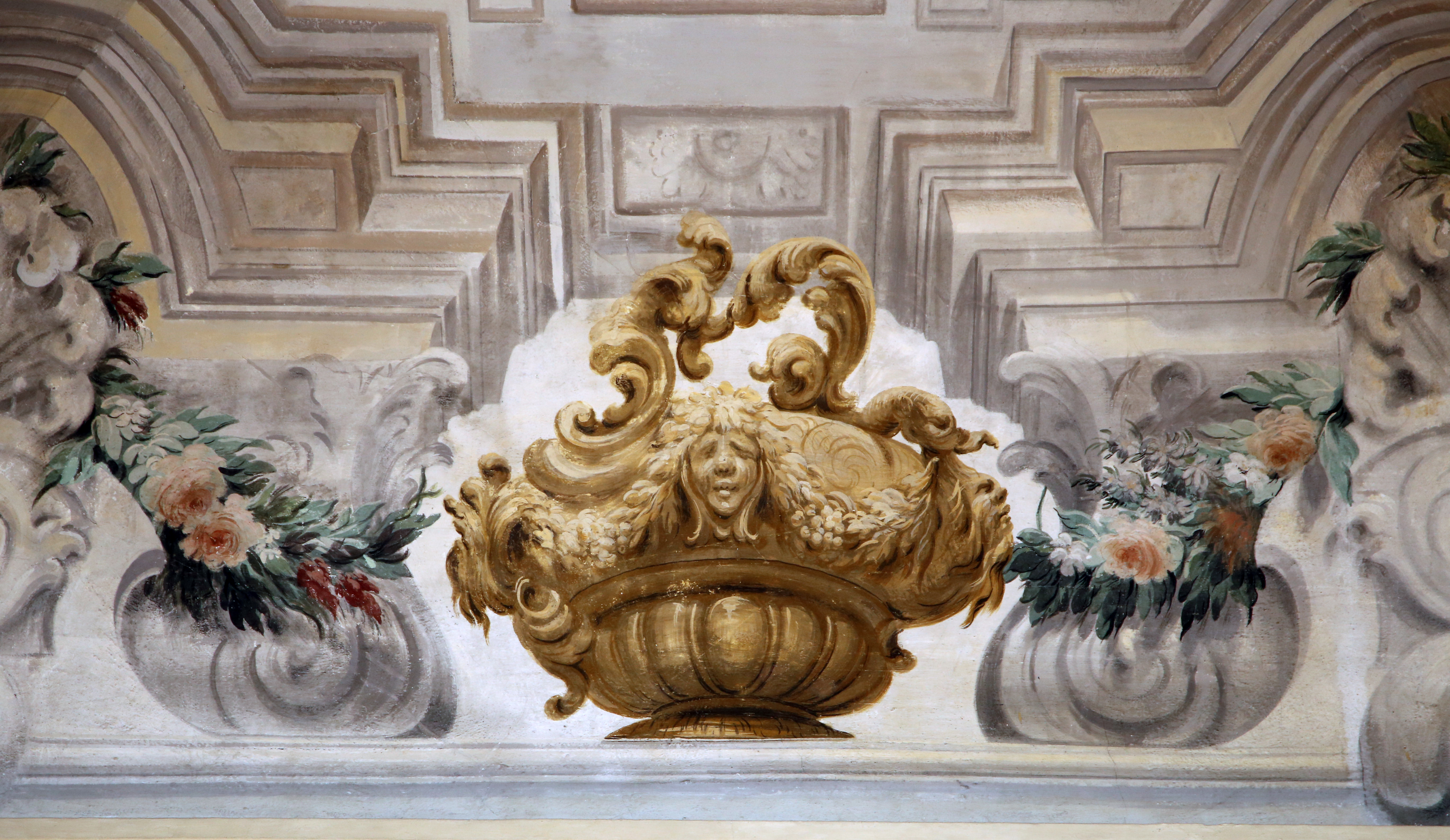
Н. Лапи и Дж. Тонелли. Деталь росписи плафона. Палаццо Арригетти-Гадди, Флоренция
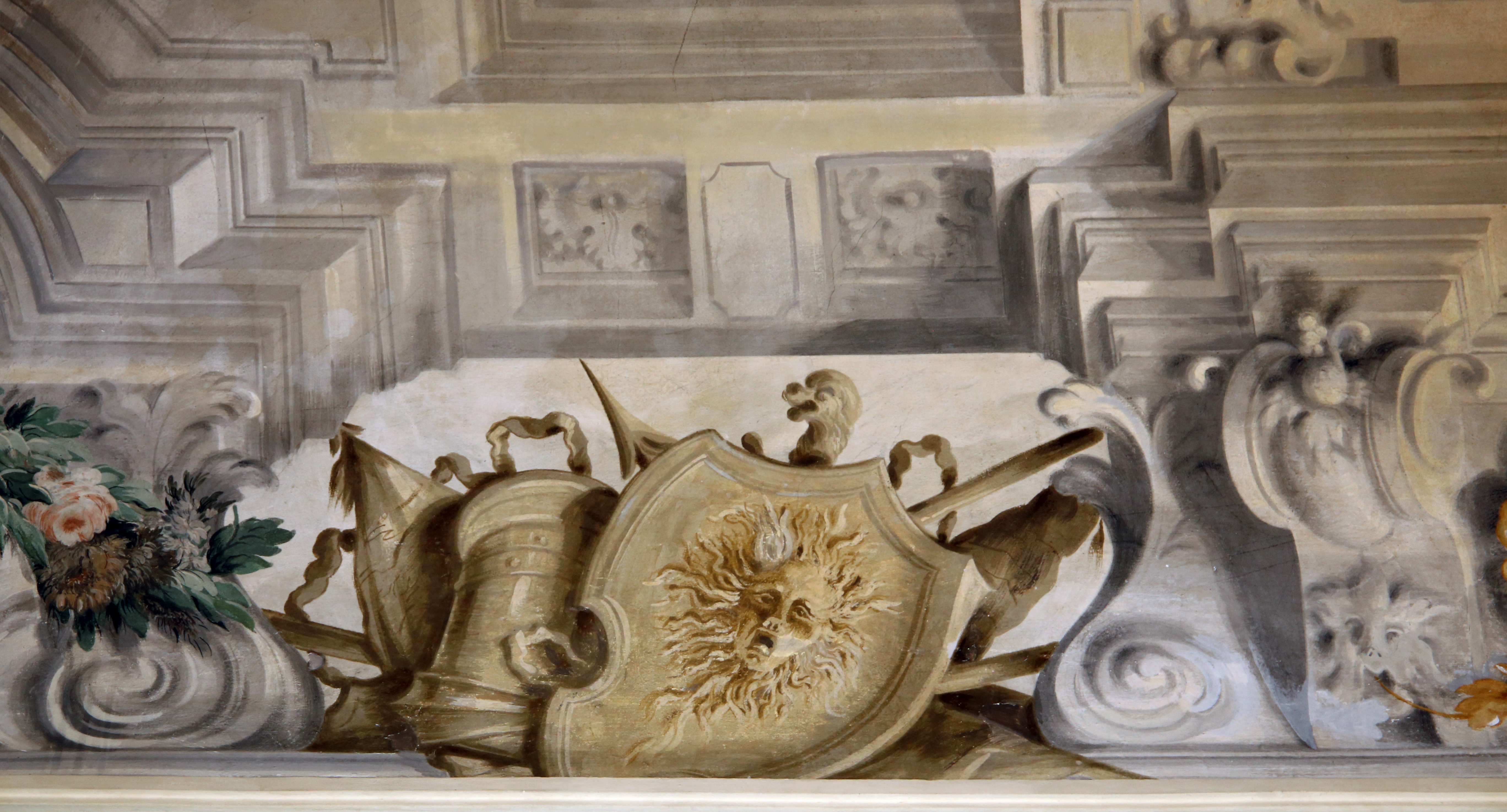
Трофеи. Палаццо Арригетти-Гадди, Флоренция